# Blayais
Le Blayais est une région naturelle de France située en Nouvelle-Aquitaine, au nord du département de la Gironde.

## Géographie
Le Blayais est limité au nord par la Haute Saintonge (Charente-Maritime), à l'ouest par l'estuaire de la Gironde, à l'est par le Libournais et au sud par le Bourgeais. Ce pays traditionnel correspond approximativement aux cantons de Blaye, Saint-Ciers-sur-Gironde et de Saint-Savin. Historiquement, il couvre la plus grande partie de l'ancienne comtau de Blaye, le Vitrezais et les marais de Saint-Simon.

## Économie

### Tourisme
Le tourisme tient une grande place dans l'économie locale. Le tourisme vert et le tourisme vitivinicole et œnologique se développent, car la totalité du Blayais est intégrée à la zone de production des vins de Bordeaux (vignoble de Blaye), et plus précisément des côtes-de-blaye. Le commerce et le secteur des services sont dynamiques, notamment à Blaye qui abrite boutiques, zones commerciales, supermarchés ainsi qu'un hypermarché.

### Agriculture
L'agriculture est un secteur important. Le Blayais est notamment célèbre pour ses asperges et bien sûr pour son vignoble. Le  Vignoble de Blaye correspond à l'AOC viticole côtes-de-Blaye.

### Industrie
À Braud-et-Saint-Louis, la centrale nucléaire du Blayais est un des plus gros employeurs de la région.

## Culture et traditions
Comme dans le Pays Gabay, la langue traditionnelle du Blayais est le saintongeais. Toutefois, dans la frange sud du pays on parlait l'occitan.

## Espace naturel
- Terres d'oiseaux